# Gleb kijevi nagyfejedelem
Gleb Jurjevics (oroszul: Глеб Юрьевич), (? – 1171. január 20.) kijevi nagyfejedelem 1169-től 1170-ig és 1170-től 1171-ig.

## Részvétele a trónharcban
Gleb  Jurij Dolgorukij kijevi nagyfejedelem és kun feleségének negyedik fia volt. A krónikák először 1146/47-ben említik, amikor keservesen megsiratta Iván bátyjának halálát és holttestét Szuzdalba küldte. 
1147-től kezdve apja oldalán harcolt Izjaszláv Msztyiszlavics nagyfejedelem (tulajdonképpen Gleb unokatestvére) ellen. Az év nyarán Gleb Szvjatoszláv novgorod-szeverszkiji herceget segítette, akivel együtt aztán ősszel, kun szövetségeseikkel együtt Kurszk alá vonultak, de az ottani fejedelem Kijevbe menekült a sereg elől. 
Gleb ezután visszatért apjához Szuzdalba, a későbbiekben csernyigovi szövetségeseiket segítette, utána pedig a krónikák gorogyeci (ma Oszter) tartózkodását említik, ahol a helybeliek felajánlották neki, hogy kormányozza őket. 
A nagyfejedelem ezután meghívta Glebet Kijevbe, ahol felajánlotta neki Gorogyecet és más városokat, abban reménykedve, hogy éket verhet a fiú és apja közé. Gleb eleinte hajlani látszott az egyezségre, de aztán visszautasította és megpróbálta erővel megszerezni a Kijevi Rusz déli nagyvárosát, Perejaszlavot. Serege az éj leple alatt megközelítette a város falait, de rájuk hajnalodott és a perejaszlavli fejedelem kicsapott rájuk. Az üldözés közben Gleb kíséretének egy részét szétverték. A nagyfejedelem ezután megszállta Gorogyecet és bár elismerte Gleb jogait a városra, egy későbbi megegyezés értelmében a gorogyeci fejedelemség Gleb fivérére, Rosztyiszlávra szállt. 
Miután apja 1149-ben megszerezte a nagyfejedelmi trónt, Gleb előbb Kanyevet, majd Pereszopnyicát kormányozta. 1151-ben rövid időre megkapta Perejaszlavlt, de Izjaszláv hamarosan visszahódította a várost, majd miután Jurij Dolgorukij ismét Gorogyecet bízta Glebre, Izjaszláv ezt a várost is elfoglalta és felégette. Gleb ezután visszatért Szuzdalba. 
1154-ben elkísérte apját a Kijev elleni hadjáratra, aki őt küldte el a kunokhoz segédcsapatokért. A kun csapatokkal megerősített Gleb önállóan tevékenykedett a Rusz déli részén, de Perejaszlavl mellett vereséget szenvedett a nagyfejedelem seregétől. 
Ugyanebben az évben Jurij Dolgorukij újból megszerezte a kijevi trónt, és 1155-ben Glebnek adományozta a Perejaszlavli fejedelemséget, amit Jurij 1157-es halála után is sikerült megtartania. A folytatódó trónharcban 1157—1161 között Izjaszláv Davidovics nagyfejedelmet, apósát támogatta.

## Nagyfejedelemsége
1169-ben bátyja, a vlagyimiri Andrej Bogoljubszkij elűzte az akkori nagyfejedelmet (Msztyiszláv Izjaszlavicsot) és elfoglalta Kijevet. A trónt azonban nem ő foglalta el, hanem átadta azt Glebnek, aki Perejaszlavlt fiára, Vlagyimirra testálta. A következő évben a Volhíniába visszavonult Msztyiszláv halicsi, turovi, grodnói segítséggel Kijev ellen vonult, ahol néhány kisebb várost elfoglalt, a kijevi lakosok pedig, akik nem voltak elégedettek Glebbel, kinyitották előtte kapuikat. Gleb a kunoktól kért segédcsapatokat és sikerült is visszavonulásra késztetni a Visgorodot ostromló Msztyiszlávot, de végül kénytelen volt elismerni vereségét. Msztyiszláv azonban a következő évben megbetegedett és meghalt, így Gleb 1170-ben újra bevonult Kijevbe. Még ebben az évben visszaverte a határvidéken falvakat gyújtogató kunok támadását.
1171-ben Gleb Jurjevics meghalt, feltehetően - akár csak apját - megmérgezték a kijevi bojárok. Utóda a trónon - Vlagyimir Msztyiszlavics három hónapos uralkodását követően - Roman Rosztyiszlavics lett, akitől Andrej Bogoljubovszkij öccse halálának kivizsgálását és a gyanúsítottak kiadatását követelte.

## Családja és személyisége
A krónikák szerint Gleb szerette fivéreit, esküjét mindig megtartotta, kitűnt jámborságával és jóindulatával, szerette a kolostorokat, tisztelte a szerzeteseket és bőkezűen adakozott a szegényeknek. 
Kétszer házasodott, első felesége 1154-ben halt meg, ezután 1155/56-ban Izjaszláv nagyfejedelem lányát vette el. Gyermekei:
- Vlagyimir (1157—1187 április 18.) perejaszlavli fejedelem
- Izjaszláv († 1183)
- Olga, feleségül ment Vszevolod Szvjatoszlavics kurszki fejedelemhez

## Fordítás
- Ez a szócikk részben vagy egészben  a(z)   Глеб Юрьевич című orosz Wikipédia-szócikk ezen változatának fordításán alapul.  Az eredeti cikk szerkesztőit annak laptörténete sorolja fel. Ez a jelzés csupán a megfogalmazás eredetét és a szerzői jogokat jelzi, nem szolgál a cikkben szereplő információk forrásmegjelöléseként.